# Громовержцы
«Громове́ржцы» (англ. Thunderbolts) — команда антигероев комиксов издательства Marvel Comics, которая состоит, в основном, из бывших суперзлодеев. Команда дебютировала в 1997 году в комиксе «Невероятный Халк» № 449.
В июне 2022 года началась разработка фильма «Громовержцы*», события которого развернутся в медиафраншизе «Кинематографическая вселенная Marvel» (КВМ). 23 сентября 2024 вышел официальный трейлер фильма. Фильм вышел в апреле 2025.

## История публикаций
Громовержцы впервые появились в комиксе «Невероятный Халк» № 449 (январь 1997 года) под авторством Курта Бьюсика и Марка Багли.
Впервые Громовержцы были представлены как группа сверхлюдей, ставших героями для защиты мира после смерти Мстителей в результате событий кроссовера «Натиск» 1996 года. Однако на последней странице первого выпуска их комикса было раскрыто, что Громовержцы на самом деле являются Мастерами Зла под прикрытием. В последующих сюжетных линиях члены команды отвергают лидерство барона Гельмута Земо и пытаются стать самостоятельными героями, которых в итоге возглавляет один из Мстителей, Соколиный глаз.
Большинство персонажей, использованных в окончательной версии комикса, стали переосмысленными версиями существующих героев Marvel. Бьюсик и Бэгли также создали новых героев для Мастеров Зла; Бьюсик вспоминал:
«На самом деле происхождение Громовержцев связано с теми временами, когда я жил в Нью-Джерси и ездил в Новую Англию к родителям. Чтобы не заснуть, я давал установку по написанию комиксов. В одной из поездок я решил написать что-нибудь о Мстителях и пришёл к мысли о том, что Мастера Зла в конечном итоге победят Мстителей и станут выдавать себя за героев. В то время я подумал, что это отличная идея, и отложил её».
Вскоре после публикации «Невероятного Халка» № 449 состоялась премьера отдельной серии комиксов о команде в апреле 1997 года. Несмотря на признание критиков, комикс «Громовержцы» № 76 (март 2003 года) переформатировал всю серию, в результате чего сменилась творческая группа, а новый автор Джон Аркуди ввёл других персонажей. Этот шаг был связан отчасти из-за желания главного редактора Marvel Джо Кесады повторить успех, которого он добился с «Силой Икс». Однако новое направление серии — приземлённые сюжеты с использоанием недавно созданных суперзлодеев — потерпело неудачу с коммерческой точки зрения и было отменено после шести выпусков.

## История команды
Впервые люди узнали о Громовержцах, когда Мстители, Фантастическая четвёрка и Люди Икс отправились на битву с безумным суперзлодеем по прозвищу Натиск. В тот момент старый враг Капитана Америки, Гельмут Земо, придумал очередной коварный план — собрал бывших участников команды Повелители Зла и предложил им выдать себя за супергероев. Громовержцы должны были завоевать общественное признание, получить доступ в ряды Щ.И.Т.а и других правительственных организаций, а в решающий момент открыть истинное лицо и нанести смертельный удар по стране. Чтобы новая команда вызывала меньше подозрений, Земо принял туда молодую героиню по прозвищу Вспышка. Девушка не знала истинных намерений злодея и верила в Громовержцев. Чего Земо предусмотреть не смог — так это влияние, которое Вспышка оказала на своих новых друзей. Когда пришёл черед грандиозного финала, они просто отказались повиноваться Земо, и более того, объединились с Железным человеком и победили злодея.
Тем не менее Щ.И.Т. попытался арестовать Громовержцев, и героям пришлось уйти в бега. С тех пор, скрываясь от властей, новые Громовержцы должны были доказать миру, что они настоящие герои. Помощь пришла с неожиданной стороны — после распада Мстителей к команде присоединился Соколиный глаз, хорошо знакомый с проблемой несправедливых обвинений. И вскоре он стал лидером Громовержцев. Ему даже удалось уговорить Жука, которого разыскивали за убийство, добровольно сдаться властям, тем самым улучшив репутацию команды. Затем Громовержцы одержали убедительную победу над новыми Повелителями Зла и обустроили базу в горе Шартриз.
У команды были взлёты и падения, Соколиный глаз вернулся к Мстителям, а Громовержцев вновь возглавил Барон Земо, приходили новые участники, а старые покидали команду. Перелом наступил после того, как был принят Акт о регистрации супергероев. Правительство обратилось к Громовержцам с предложением собрать армию суперзлодеев, которая склонила бы чашу весов в пользу Железного человека. Так в команду попали, наверное, одни из самых опасных преступников мира — Меченый, Веном и Леди Смертельный Удар. Этим «новым» Громовержцам в кровь вживлены специальные нанороботы, контролируемые Щ.И.Т.ом, — в случае неповиновения злодей получит мощный электрический разряд. Бывший лидер команды Барон Земо отказался участвовать в Гражданской войне, поэтому Громовержцев возглавил Норман Озборн.
С помощью Громовержцев, Норман собрал команду Тёмных Мстителей, в которой под видом героев выступали суперзлодеи. Некоторые из них раньше состояли в команде Громовержцев. Меченый стал Соколиным глазом, а Веном — Человеком-пауком.
В рамках Marvel NOW! членами Громовержцев стали Красный Халк, Дэдпул, Электра, Агент Веном и Каратель. Это воплощение не спонсируется правительством.
Было объявлено, что новая команда во главе с Зимним солдатом будет сформирована после событий  Avengers: Standoff!. Помимо Зимнего солдата членами нового состава стали: Фиксер, Атлас, Мунстоун, Мак-X и Кубик. Зимний солдат, Мак-X и Кубик освободили Фиксера, Атласа и Мунстоун в обмен на сотрудничество, чтобы убедиться, что Щ. И. Т. больше не будет проводить эксперименты с космическим кубом.

## Участники
За всё время существования команды в неё входили такие известные преступники, как Барон Земо, Певчая птица, Фиксер, Джаггернаут, Норман Озборн, Мунстоун, Меченый, Радиоактивный человек, Мак Гарган, Таскмастер и многие другие.
В команду также входили и преступники, которые позже встали на путь исправления. Среди них: Соколиный глаз, Жук и Атлас.

### Основатели команды
- Гражданин В (позже покинул команду)
- Жук
- Атлас
- Мунстоун
- Фиксер (позже покинул команду)
- Певчая Птица

Позже присоединились
- Вспышка
- Уголь
- Соколиный Глаз
- Огр

### Состав времён тёмного правления
Изначально в состав громовержцев во времени тёмного правления входили:
- Паладин
- Чёрная вдова — Норман Озборн взял в команду Елену Белову, но та оказалась внедрённой для шпионажа за громовержцами Наташей Романовой.
- Палач — позже был убит.
- Призрак
- Муравей

Позже в команду вступили:
- Мистер Икс
- Живодёр
- Гризли

### Другие члены
- Джаггернаут
- Зелёный гоблин
- Люк Кейдж
- Меченый
- Радиоактивный человек
- Мак Гарган
- Соколиный глаз
- Чёрная вдова

### Современный состав
- Люк Кейдж
- Сатана
- Призрак
- Джаггернаут
- Чудище
- Мунстоун
- MACH V
- Фиксер
- Певчая птица

### Состав из второго тома
- Таддеус Росс (Красный Халк)
- Каратель
- Дэдпул
- Электра
- Веном (Флэш Томпсон)
- Призрачный гонщик
- Красный Лидер
- Мерси

## Враги
За долгое время команда имела множество врагов.
- Крысиная стая
- Арним Зола
- Крушители
  - Крушитель
  - Тандерболл
  - Пайлдрайвер
  - Бульдозер
- Растущий человек
- Безумный мыслитель
- Барон Земо — изначально был лидером оригинальной Команды под именем Гражданин В
- Техно — изначально был одним из членов оригинальной команды, позже примкнул к барону Земо
- Элементали судьбы
- Гравитон
- Мастера Зла
  - Багровый Капюшон
  - Циклон
  - Кло
  - Тигровая Акула
  - Летающий Тигр
  - Мужеубийца
  - Чёрное Крыло
  - Айсмастер
  - Бумеранг
  - Человек-обезьяна
  - Констриктор
  - Шоквейв
  - Квиксенд
  - Джойстик
  - Ладстоун
  - Сжигатель
  - Бизон
  - Слайд
  - Санстрайк
  - Акведук
  - Стрекоза
  - Сверхзарядник
  - Угорь
  - Кардинал
  - Шаттерфист
- Джастин Хаммер
- Имперские Силы
  - Уголь — позже присоединился к команде
- Барон Вольфганг фон Штрукер
  - Генри Гайрич — находился под контролем нанитов Штрукера
  - Палач преступного мира — находился под контролем нанитов Штрукера
- Песочный Человек
- Гравитон
- Пурпурный Человек
- Грандмастер
  - Джойстик
- Зловещий Эскадрон
  - Гиперион
  - Ночной Ястреб — изначально работал с Громовержцами, позже примкнул к Эскадрону
  - Демон Скорости- изначально работал с Громовержцами, позже примкнул к Эскадрону. Позднее вернулся к Громовержцам и помог в битве с Грандмастером.
  - Доктор Спектрум

## Вне комиксов

### Кинематографическая вселенная Marvel
В июне 2022 года в Marvel Studios началась разработка фильма «Громовержцы», режиссёром которого выступит Джейк Шрейер, а сценаристом — Эрик Пирсон. Съёмки начнутся летом 2023 года. В состав заглавной команды войдут Баки Барнс / Зимний солдат (Себастиан Стэн), Елена Белова / Чёрная вдова (Флоренс Пью), Алексей Шостаков / Красный страж (Дэвид Харбор), Джон Уокер / Американский агент (Уайатт Рассел), Эйва Старр / Призрак (Ханна Джон-Кеймен), Антония Дрейкова / Таскмастер (Ольга Куриленко) и графиня Валлентина Аллегра де Фонтейн (Джулия Луи-Дрейфус).

### Мультсериалы
- Громовержцы появляются в мультсериале «Совершенный Человек-паук», где представляют собой команду молодых людей, созданную Таскмастером и состоящую из Стервятника, Плаща и Кинжала. Позже команда распадается, а Плащ и Кинжал присоединяются к Человеку-пауку и Новым воинам.
- Громовержцы появились в 5 серии 3 сезона мультсериала «Мстители, общий сбор!». В состав команды входили: Гражданин В, Певчая птица, Атлас, Мак-4, Техно, Метеорит.